# Samuel Houston
Samuel Houston (2 de marzo de 1793-26 de julio de 1863) fue un estadista, político y soldado estadounidense. Aunque nacido en Virginia, desempeñó un papel clave en la independencia de Texas: se desempeñó como primer y tercer presidente de la República de Texas y fue una de las dos primeras personas en representar a Texas en el Senado de los Estados Unidos. También se desempeñó como sexto gobernador de Tennessee y séptimo gobernador de Texas, el único individuo elegido gobernador de dos estados diferentes de los Estados Unidos.

## Biografía

### Sus primeros años
Sam Houston nació en la plantación de su familia cerca de la iglesia Timber Ridge, en las afueras de Lexington, Virginia, en el condado de Rockbridge, uno de los nueve hijos de Samuel Houston y Elizabeth Paxton. Su padre era miembro de la brigada de rifleros de Morgan durante la guerra de la revolución americana.
Habiendo recibido solamente educación básica, migró con su familia a Maryville, Tennessee, después de la muerte de su padre en 1807. Su madre se llevó la familia posteriormente a vivir a Baker Creek, Tennessee. Sam huyó de su hogar en 1809 y vivió por un tiempo con la tribu cheroqui del Jefe Oolooteka en la isla de Hiwassee. La nación lo adoptó y le dio el nombre de ᎪᎸᏅ (Kolvnv) o “Cuervo” y llegó a dominar el idioma cheroqui. Regresó a Maryville en 1812 a la edad de 19 años donde fundó una escuela. Esta fue la primera escuela construida en Tennessee, que se había convertido en estado en 1796.

### Guerra de 1812
En 1812 Houston se enlistó en el 7.º regimiento de infantería para luchar contra los británicos en la guerra de 1812. En diciembre de ese año, había sido ascendido de soldado raso a tercer teniente. En la batalla de Horseshoe Bend en marzo de 1814 una flecha Creek le hirió. Luego de habérsele vendado la herida se reintegró a la lucha.
Cuando Andrew Jackson invitó voluntarios a desalojar un grupo de Red Sticks (Indios Creek) de sus fortalezas, Houston se ofreció voluntariamente, pero durante el asalto fue herido por una bala en el hombro y en el brazo.
Samuel Houston llega a ser un hombre muy cercano y de confianza de Jackson e incluso se vincula a la Logia Masónica Jackson Logia Cumberland Nº 8 en 1817. Luego de la recuperación de su herida fue nombrado Agente de Asuntos Indios para los Cheroquis. Dejó el ejército en marzo de 1818.

### Política en Tennessee
Luego de seis meses de estudio en la oficina del Juez James Trimble, aprobó el examen de abogacía de Nashville. Posteriormente abrió una oficina para ejercer legalmente el derecho en Líbano, Tennessee. Fue nombrado fiscal general del Estado del Distrito de Nashville a finales de 1818 y también le fue dada una comandancia militar del Estado. En 1822 lo eligieron a la Cámara de Representantes por Tennessee, donde llegó a ser un partidario incondicional de su compañero de Tennessee y Demócrata Andrew Jackson, considerado ampliamente como un protector político de Houston, a pesar de que Jackson difiriera de él por su tratamiento de los asuntos indígenas. Fue miembro del Congreso a partir de 1823 hasta 1827. Lo reeligieron en 1824. En 1827 declinó su reelección al Congreso y en su lugar compitió y ganó la gobernación de Tennessee derrotando al gobernador anterior, Willie Blount. Se propuso competir en la reelección de 1828, pero dimitió después de casarse con Eliza Allen de dieciocho años. La unión fue forzada por el padre de ella, coronel Juan Allen, y no producto de una relación romántica. Houston y Allen se separaron poco después de su unión, por razones que Houston siempre rechazó discutir hasta el final de su vida (al parecer fue la infidelidad de ella) y se divorciaron en 1837, después de que él llegara a ser presidente de Texas.
Pasó algún tiempo entre los cheroquis, se casó con una viuda cheroqui llamada Tiana Rogers Gentry y abrió un negocio comercial en Wigwam Neosho cerca del fuerte Gibson, de la nación cheroqui, dedicándose, aparentemente, a la bebida en exceso. Su presunta embriaguez y el abandono de su oficina y de su esposa causaron una grieta con su mentor y amigo Andrew Jackson que no sería resuelta en varios años.

### Controversia y juicio
En un viaje de negocios a Nueva York y a Washington D. C., Houston se vio implicado en una disputa con un miembro del Congreso anti-Jacksonista. Mientras Houston se encontraba en Washington D. C. en abril de 1832, el congresista William Stanbery de Ohio elevó una acusación contra Houston en el Congreso. Stanbery atacó a Jackson a través de Houston y acusó a Houston de estar confabulado con John Von Fossen y con el congresista Roberto Rose de colocar una oferta con el gobierno para proveer raciones a los indios que estaban migrando debido al Acta de Desplazamiento Masivo Indígena de Jackson de 1830.
Houston mandó cartas a Stanbery que trataban de resolver la acusación, pero él decidió no responderlas; más tarde Houston se enfrentó a Stanbery en la Avenida Pennsylvania, luego de dejar el alojamiento de la señora Queen, y lo golpeó con un bastón de nogal. Stanbery tomó una de sus pistolas, la apuntó al pecho de Houston y tiró el gatillo pero el arma falló.
El 17 de abril el congreso pidió el arresto de Houston, quien solicitó encargarse de su propia defensa y empleoóal abogado Francis Scott Key. El congresista Phillip Doddridge, quien peleó el caso a favor de Stanbery, argumentó que la intimidación de congresistas por medio de violencia aumentaba a la anarquía y era una refutación al federalismo. Houston fue hallado culpable en el resonado juicio, pero gracias a sus influyentes amigos (entre ellos James K. Polk), solamente recibió una amonestación. Stanbery, enfurecido, formuló cargos contra Houston en un tribunal civil. El juez William Cranch lo encontró responsable y lo multó con $ US 500, multa que nunca pagó.

### Texas

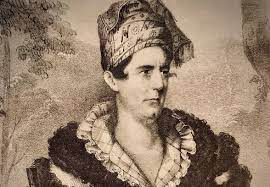
Sam Houston con indumentaria cheroqui, ca. 1830

La publicidad que produjo el juicio resucitó la reputación política de Houston a tal punto que deja la tribu cheroqui y a su esposa Diana Rodgers, también conocida como Tiana Rodgers, para entrar en el Texas Mexicano en diciembre de 1832 (nombre histórico dado a Texas entre 1821 y 1836, cuando Texas era gobernado por México luego de la derrota en la guerra de independencia infligida por México sobre España en 1821).
Houston había pedido a su esposa Tiana que lo acompañara a Texas, pero ella ansiaba su estabilidad y prefirió permanecer en el refugio al frente del negocio. Tiana volvió a casarse más tarde con un hombre llamado Sam McGrady, pero murió de pulmonía en 1838. Houston no volvió a casarse hasta después de la muerte de su esposa. Después de llegar al Texas mexicano ascendió muy rápidamente en la política del estado mexicano. Durante años se ha especulado que Houston fue a Texas a instancias del presidente Andrew Jackson a buscar la anexión del territorio a los Estados Unidos.
Houston asistió a la convención de 1833 en representación de la población de Nacogdoches y emergió como un notable partidario de William Harris Wharton y su hermano, quienes apoyaban la independencia de Texas completamente de México, la postura más radical que ellos representaban. Él también asistió a la Consulta de 1835. Houston fue convertido en mayor general del ejército de Texas en noviembre de 1835 y luego comandante en jefe en marzo de 1836. Negoció un acuerdo de asentamiento con los cheroquis en febrero de 1836.

### República de Texas

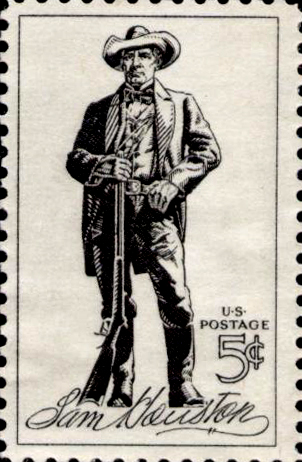
1963. Sello emitido por el USPS para conmemorar a Sam Houston.

Después de la Declaración de Independencia el 2 de marzo de 1836, Houston se unió a su ejército de voluntarios en Gonzáles, pero pronto fue forzado a batirse en retirada frente a las fuerzas del general y presidente mexicano Antonio López de Santa Anna, cuyo ejército mató a todos los defensores de la Misión del Álamo durante la batalla de El Álamo el 6 de marzo, días después, varios de sus oficiales y representantes del gobierno anglo-estadounidense en el estado, lo acusaban de cobarde y en un principio, se le responsabilizaba de la muerte de los defensores de la misión.
En la batalla de San Jacinto el 21 de abril de 1836, sin embargo, Houston sorprendió a Antonio López de Santa Anna y a las fuerzas mexicanas durante su siesta de la tarde. Capturado, Santa Anna fue forzado a firmar el Tratado de Velasco, concediendo la independencia de Texas. Aunque Houston permaneció brevemente en Texas por efecto de las negociaciones, volvió a los Estados Unidos para ser tratado de una herida en el tobillo. Cabe aclarar que México nunca reconoció el tratado de Velasco. No había razón para aceptarlo, pues aunque firmado por el mismo Santa Anna, es reconocido por el derecho internacional que un Presidente en prisión pierde toda autoridad.
Utilizando su popularidad, Houston fue elegido dos veces presidente de la República de Texas (la primera vez el 5 de septiembre de 1836). Sirvió desde el 22 de octubre de 1836, al 10 de diciembre de 1838, y de nuevo desde el 12 de diciembre de 1841 al 9 de diciembre de 1844. El 20 de diciembre de 1837, Houston presidió la convención de los Masones Libres (Freemasons) que conformaron la Gran Logia de la República de Texas, ahora, la Gran Logia de Texas.
Derrota la Rebelión de Córdoba de 1838 y mientras inicialmente buscaba la anexión a los EE. UU., su esperanza decayó durante su primer periodo. En su segundo periodo, centró sus esfuerzos en una austeridad financiera, trabajó en pro de la paz con los indios y evitó la guerra con México, luego de las dos invasiones de 1842. Tuvo que actuar en la Guerra de los Reguladores-Moderadores de 1844 (disputa por tierras entre los condados de Harrison y Shelby) enviando inicialmente 500 milicianos, los cuales no lograron el objetivo pero facilitaron las condiciones para que unos días después el propio Houston en persona con su diplomacia, equidad y formalismo resolviera el litigio.

### Matrimonio
El 9 de mayo de 1840, en Marion, Alabama, Houston se casó con Margaret Moffette Lea, con quien tuvo ocho hijos. Él tenía 47 y ella 21. Margaret, con su recio temperamento, tuvo una significativa influencia en las decisiones de Houston. Aunque los Houston tenían numerosas casas, sólo conservaron una, Cedar Point, en Trinity Bay desde 1840 a 1863.

### Senador de los EE.UU. por Texas

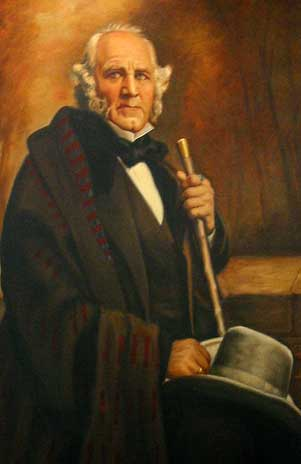
Sam Houston como senador de EE. UU.

Después de la anexión de Texas por los Estados Unidos en 1845, fue elegido al senado de los EE. UU. junto con Thomas Jefferson Rusk. Houston sirvió allí a partir del 21 de febrero de 1846, hasta el 4 de marzo de 1859. Era senador durante la guerra México-Americana, cuando EE. UU. tomó de México un nuevo y extenso territorio en el sudoeste (hoy día, un 65 %, junto con Texas, de lo que era el territorio mexicano de la época). Durante su periodo en el senado, Houston habló en contra del creciente seccionalismo del país culpando a extremistas tanto del Norte como del Sur, diciendo: “Cualquier intento por debilitar o deteriorar la fortaleza de la Unión, - independientemente de si se origina en el Norte o en el Sur, - o si se origina de la violencia incendiaria de los abolicionistas, o de la coalición de los anuladores (nullifiers; crisis seccional aparecida durante la presidencia de Andrew Jackson y generada por el intento de Carolina del Sur de anular una ley federal del Congreso de los Estados Unidos), nunca contará con mi incondicional aprobación.”
Houston apoyó el proyecto de Ley de Oregón en 1848, que contó con muchos oponentes Sureños. En su apasionado discurso en apoyo al Compromiso de 1850, Houston dijo que “una nación dividida contra sí misma no puede mantenerse”. Ocho años más adelante, Abraham Lincoln expresaría un sentimiento similar.
Houston se opuso al acto Kansas-Nebraska en 1854, y predijo acertadamente que causaría una grieta seccional en el país que lo conduciría finalmente a la guerra: “… que campos cubiertos de sangre, que escenas de horror, que grandes ciudades en humo y ruinas - es el hermano asesinando al hermano… Veo a mi amado Sur hundirse en una competencia desigual, en un mar de sangre y humeantes ruinas.”
Fue considerado un potencial candidato a la presidencia, pero, su condición de ser dueño de esclavos y su decidida concepción Unionista así como su oposición a la expansión de la esclavitud marginó a la Asamblea Legislativa de Texas y a otros estados Sureños.

### Gobernador de Texas

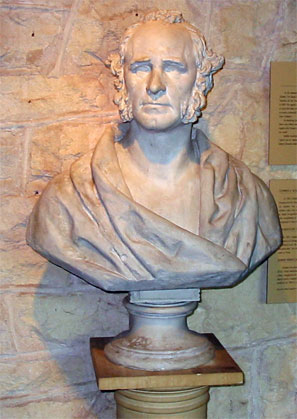
Busto de Houston de Elisabet Ney.

Houston presentó su candidatura dos veces para la gobernación de Texas (sin éxito en 1857 y en 1859 como Unionista, compitiendo exitosamente contra Hardin R. Runnels, convirtiéndose así en la única persona en la historia de los EE. UU. en ser el gobernador de dos estados diferentes). Aun cuando Houston era un esclavista y estaba en contra de la abolición, se opuso a la separación de Texas de la Unión. En 1860, hizo la siguiente predicción: "Déjenme decirles lo que va a pasar. Después del sacrificio de incontables millones de tesoros y de centenares de millares de vidas podrían ganar la independencia del Sur, pero lo dudo. El norte está decidido a preservar la Unión".
A pesar de los deseos de Houston, Texas se separó de los Estados Unidos el 1 de febrero de 1861, y se integró en los Estados Confederados de América el 2 de marzo de 1861. Este acto fue tildado por Houston muy pronto como ilegal, sin embargo, la Asamblea Legislativa de Texas ratificó la separación. Las fuerzas políticas que causaron la secesión de Texas eran también lo suficientemente poderosas para sustituir al gobernador unionista. Houston decidió no resistir, expresando que “amo demasiado a Texas para que sea yo el que le produzca una guerra civil y un derramamiento de sangre. Para evitar esta calamidad, no haré ningún esfuerzo para retener mi investidura como Jefe Ejecutivo de este Estado, excepto para el ejercicio pacífico de mis funciones…” Fue desalojado de su oficina el 16 de marzo de 1861, por rehusarse a jurar lealtad a la Confederación, escribiendo:
“Compañeros ciudadanos, en nombre de sus derechos y libertades, en las cuales yo creo, rechazo tomar este juramento. En nombre de la nacionalidad de Texas, que ha sido traicionada por la Convención, rechazo tomar este juramento. En nombre de la Constitución de Texas, rechazo tomar este juramento. En nombre de mi propia conciencia y madurez, que esta Convención han degradado arrastrándome ante ella, al permitir la maldad de mis enemigos…, rechazo tomar este juramento”.
Fue reemplazado por el Teniente Gobernador Edward Clark. Para evitar más derramamiento de sangre en Texas, Houston rechazó la oferta del presidente Abraham Lincoln, hecha a través del Coronel Frederick W. Lander de aceptar una tropa de 50 000 hombres, para evitar la secesión de Texas, indicando en su respuesta: “permítame que decline muy respetuosamente cualquier posible ayuda del gobierno de Estados Unidos”.

### Los años finales

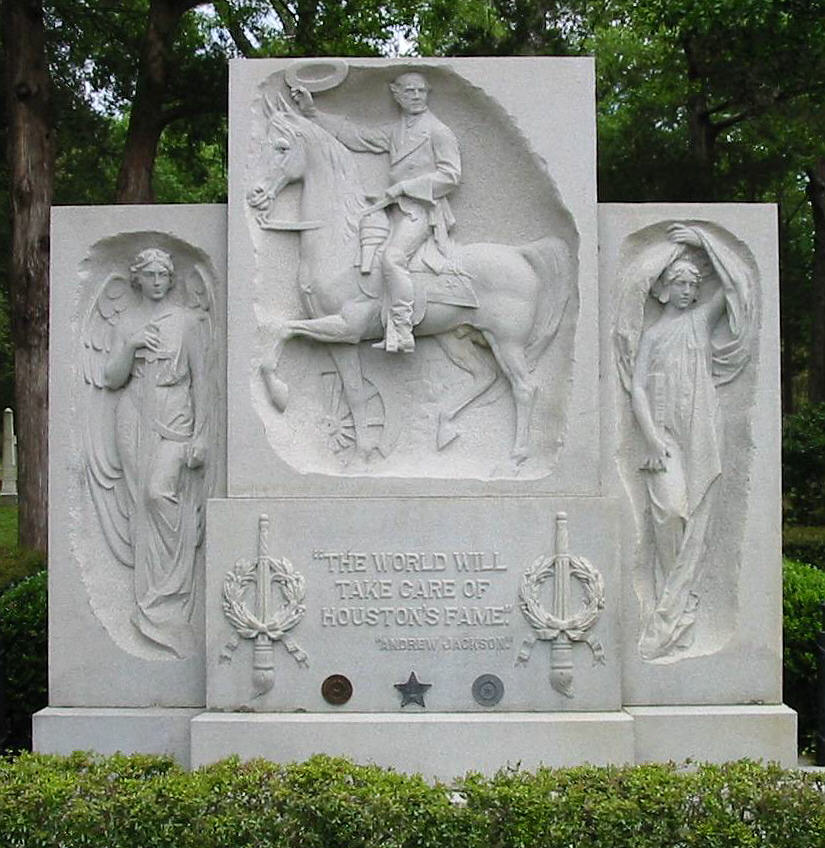
Tumba de Sam Houston en Huntsville, Texas.

En 1854, se convirtió al cristianismo bautista y fue bautizado por el ministro Bautista, Rufus C. Burleson, quien más tarde llegó a ser el presidente de la Universidad de Baylor, por ese entonces el Baylor College. En esa época, Burleson era el pastor de la iglesia de Independence, Texas, Iglesia Bautista en el condado de Washington, a la cual Houston y su esposa asistían. Houston fue también amigo muy cercano de otro presidente de la Baylor y antecesor de Burleson como pastor en la iglesia Independence, el Reverendo George Washington Baines, bisabuelo materno de Lyndon B. Johnson.
En 1862, Houston regresó a Huntsville (Texas) y tomó en arrendamiento el Steamboat House, pues las colinas en Huntsville le recordaban al hogar de su adolescencia en Maryville (Tennessee). Su salud se deterioró rápidamente en los meses siguientes cuando en él se desarrolló una tos persistente. A mediados de julio, Houston fue atacado por un severo resfriado que se convirtió en neumonía. A pesar de los esfuerzos de los Drs. Markham y Kittrell, el 26 de julio de 1863, a las 6:16 P. m., Houston murió tranquilamente en su casa de Steamboat House con su esposa Margaret a su lado. Sus últimas palabras fueron “Texas. Texas. Margaret”.
En la inscripción de su tumba se lee:
Un soldado valiente. Un estadista audaz.
Un gran orador – Un patriota puro.
Un amigo fiel, Un ciudadano leal.
Un esposo y padre devoto.
Un cristiano constante – Un hombre honesto.
Mientras que Sam Houston se encuentra enterrado en Huntsville, Texas, su esposa Margaret Lea fue enterrada en la ciudad de Independence, Texas.

### Hijos
Con Margaret Lea
1.Sam Houston, Jr., 1843-1894
2.Nancy Elizabeth Houston, 1846-1920
3.Margaret Lea Houston, 1848-1906
4.Mary William Houston, 1850-1931
5.Antoinette Power Houston, 1852-1932
6.Andrew Jackson Houston, 1854-1941
7.William Rogers Houston, 1858-1920
8.Temple Lea Houston, 1860-1905

## Ciudad de Houston
La ciudad de Houston fue fundada en agosto de 1836 por los hermanos J.K. Allen y A.C. Allen. Fue llamada así y convertida en capital en honor de Houston. Gail Borden (agrimensor, publicista e inventor de la leche condensada, entre otros) ayudó a trazar las calles de Houston. La ciudad de Houston sirvió como capital hasta la presidencia de Mirabeau Buonaparte Lamar (3.er. presidente de la República de Texas, luego de David G. Burneo) quien firmó una medida que trasladaba la capital a Austin el 14 de enero de 1839. Entre los periodos presidenciales de Houston (la constitución no permitía un mismo presidente durante 2 periodos consecutivos), y siendo representante a la cámara de Texas por la población de San Augustine se constituyó en un acerbo crítico del presidente Mirabeau Lamar, quien continuaba abogando por la independencia de Texas y su extensión hasta el Océano Pacífico.

## Monumentos y museos
- En Huntsville (Texas), se encuentra su tumba, un museo en su memoria, la Universidad Estatal Sam Houston y una estatua de 29 m. Se trata de la mayor estatua del mundo dedicada a un héroe estadounidense y es fácilmente visible para toda persona que viaja por la Interestatal 45. Además, da título a una canción de música country de Merle Haggard.
- En Houston (Texas) se ubica la estatua de Sam Houston. Se trata de una escultura ecuestre en bronce situada en el parque Hermann.
- El Sam Houston Wayside, cerca de Lexington (Virginia), es una obra de 38.000 libras, hecha en granito rosado de Texas, que conmemora el lugar de nacimiento de Houston.
- La escuela Sam Houston en Maryville (Tennessee), es la escuela más antigua de Tennessee. Junto a la escuela hay un museo de Houston en sus jardines.
- El USS Sam Houston es un submarino del tipo Ethan Allen, llamado así en honor a Houston.
- El Sam Houston National Forest es uno de los cuatro bosques nacionales de Texas.
- La Biblioteca Regional y el Centro Regional de Investigación Sam Houston, situado en las afueras de Liberty (Texas) tienen la mayor colección conocida de fotografías y de ilustraciones de Houston.
- El fuerte Sam Houston, en San Antonio (Texas), está dedicado a Houston.
- El periférico n.º 8 (Beltway 8) de la ciudad de Houston lleva el nombre de “Sam Houston Toll Way”
- Muchas ciudades en los EE. UU. tienen una calle, una escuela o un parque con su nombre.
- El estado de Texas ha colocado una estatua de Sam Houston en el Statuary Hall del Capitolio de los Estados Unidos.

## Cultura popular
Houston ha sido caracterizado en varias películas. La historia de su vida fue descrita en “Un hombre de conquista”, hecha en 1939, una excelente película con tres nominaciones al galardón de la Academia e interpretada por Richard Dix. La más conocida es probablemente “el primer Tejano,” interpretada por Joel McCrea. Richard Boone interpretó a Houston en la película El Álamo en 1960. En la película de 1986 de la CBS TV “Gone to texas”: La historia de Sam Houston fue interpretada por Sam Elliott, quien hace una breve aparición en la película para TV de 1987, Álamo: Trece días a la gloria, interpretada por Lorne Greene. En la película de 2004, El Álamo, Houston fue representado por Dennis Quaid. Una famosa pintura de Houston herido y aceptando la rendición de Santa Ana (Rendición de Santa Ana de William H, Huddle) es recreada en el film.
También apareció en la novela de historia alterna, 1812: Ríos de Guerra de Eric Flint. Se destacó así mismo en la batalla de Horseshoe Bend durante la guerra de 1812 donde no es herido seriamente. Enviado a Washington D. C., por el general Andrew Jackson, llega a tiempo para reunir fuerzas americanas y rechazar la invasión británica a Washington. Posteriormente, dirige una expedición para reforzar a Jackson y luchar en la batalla de Nueva Orleans. Flint, en comentarios posteriores, se refiere a la novela “como la biografía alterna de Sam Houston.”